# Sympycnus varicolor
Sympycnus varicolor är en tvåvingeart som beskrevs av Octave Parent 1932. Sympycnus varicolor ingår i släktet Sympycnus och familjen styltflugor. Inga underarter finns listade i Catalogue of Life.